# 2065 Spicer
2065 Spicer је астероид главног астероидног појаса са средњом удаљеношћу од Сунца која износи 2,700 астрономских јединица (АЈ).
Апсолутна магнитуда астероида је 12,2.